# Bichon frisé
För andra betydelser, se Bichon.
Bichon frisé är en hundras från Belgien och Frankrike. Den är en ullig och vit dvärghund och sällskapshund som klipps i en karakteristisk frisyr med klotrunt huvud.

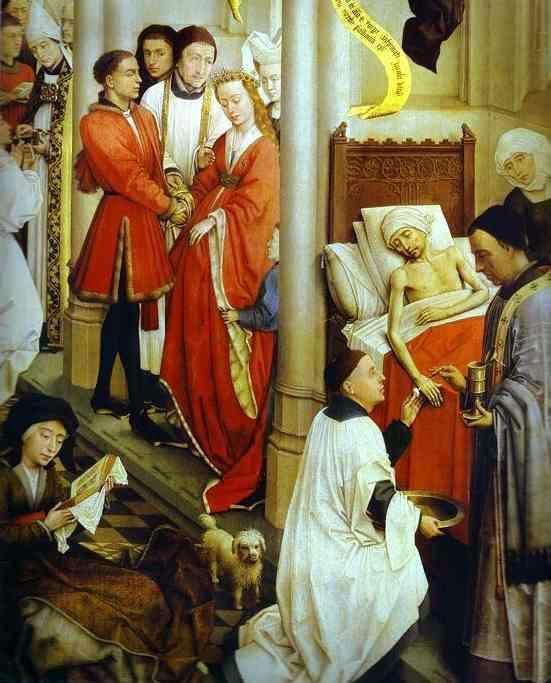
En dvärgpudel eller bichon på altartavlan De sju sakramenten (ca 1445-1450, detalj) av Rogier van der Weyden (ca 1400-1464).

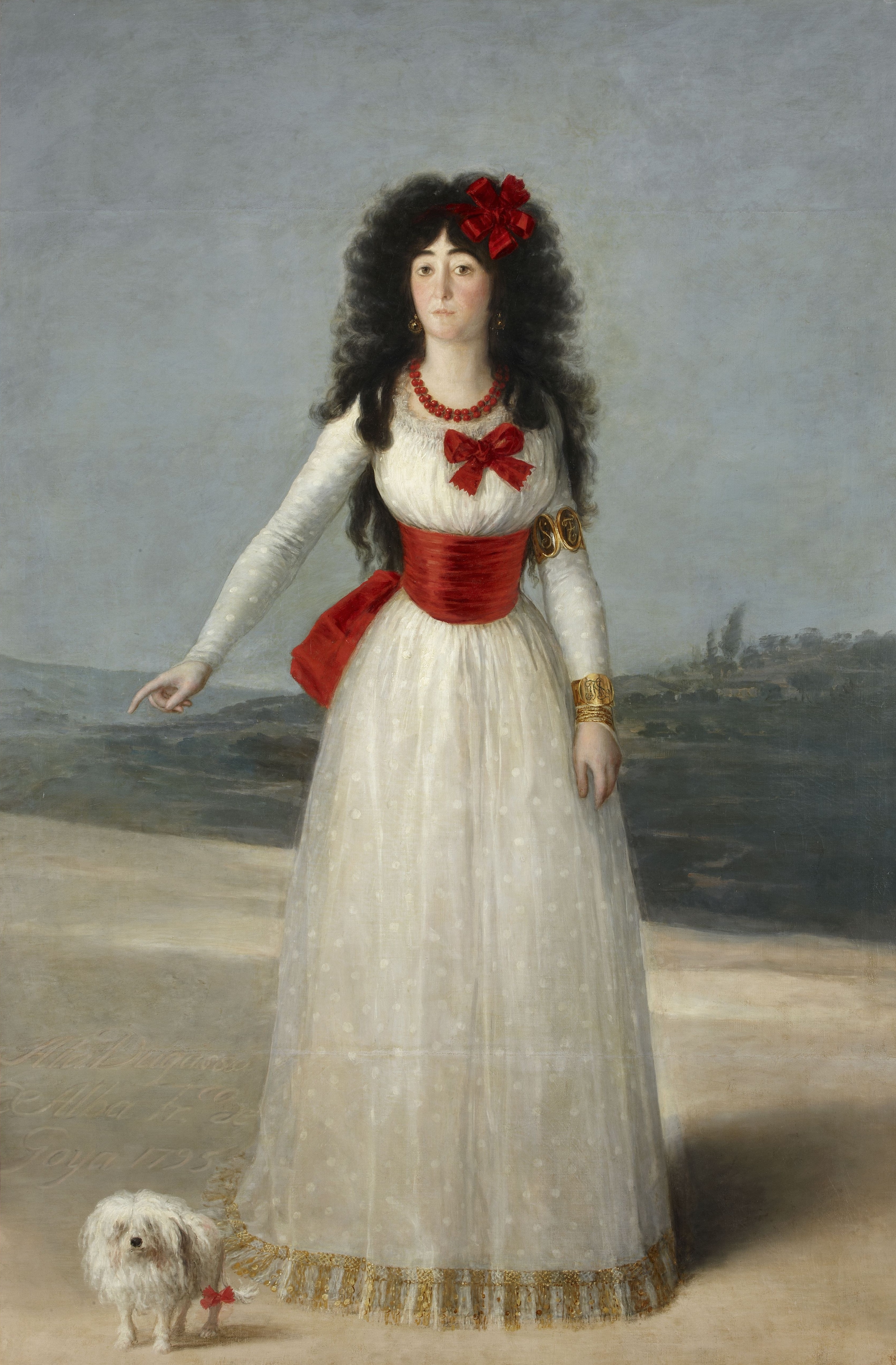
La duquesa de Alba (1791) av Francisco de Goya. Tavlan omtalas både angående pudelns och bichonernas historia.

## Historia

### Rastypens historia
Hundrastypen bichon är känd från länderna runt nordvästra Medelhavet sedan medeltiden. Historien är gemensam för bl.a. bichon frisé, bolognese och bichon havanais. Bichon är kortform av barbichon, liten barbet. Man vet inte om bichonerna är en dvärgväxtmutation av barbet/pudel eller om de uppkommit genom korsning med malteser.
Under Frans I (1515- 1547) kom bichonen att vara en överklass-hund i franska hovet. Toppen av populariteten kom under Henrik III (1574 –1589). Legenden säger att han tyckte om att alltid ha sina hundar nära sig och lät tillverka en korg för hundarna som han bar runt halsen. Så gick han runt och tog sig an sina kungliga sysslor, alltid med sina hundar närmast hjärtat. Kvinnorna vid hovet tog efter kungens idéer och utsmyckade sig själva med små hundar, antingen under ena armen eller insvept i en sjal.
Bichonens popularitet syns på tavlor av spanska mästare, bland annat Francisco de Goya. Rasen finns på oljemålningar och på fina porslinsfigurer. Under Napoleon III (1852 – 1870) blev bichonen åter populär vid hovet.

### Rasens historia
Bichon frisé anses härstamma från den bichonvariant som spridits med sjömän till Teneriffa bland Kanarieöarna - bichon teneriffe. Efter franska revolutionen blev bichonerna luffarnas, positivhalarnas, tältvarietéernas och gatugycklarnas hund. Efter första världskriget uppmärksammades hundarna i Belgien; ungefär samtidigt började några franska uppfödare intressera sig för de små lurviga hundarna. 1933 skrevs en rasstandard och 1934 erkändes rasen av den franska kennelklubben Société centrale canine (SCC). Efter att rasen etablerats i USA mot slutet av 1950-talet ökade populariteten. Mrs Bernice Richardson fick idén att klippa hunden så att rasens proportioner och ögon framhävdes. Den speciella frisyren är alltså av amerikansk design och är beskriven i American Kennel Clubs rasstandard från 1988, däremot inte i Fédération Cynologique Internationales (FCI). Tidigare i Europa visades alltid frisén i oklippt skick, inte olik en så kallad silkespudel.
Till Sverige importerades bichon frisé första gången 1977. Numera registreras i Sverige cirka 450 nya per år. I Norge, Finland och Storbritannien hör den till de populäraste hundraserna.

## Egenskaper
Bichon frisé är en lekfull hund som rör sig med stolt buret huvud. Den är anpassningsbar och livlig.

## Utseende
Bichon frisé har dubbelpäls med tät underull och korkskruvlockiga täckhår. Den ymniga, silkesmjuka och lockiga pälsen är längst på öronen, som hänger tätt intill kinderna, och på svansen som är böjd över ryggen. Nospartiet skall inte vara för långt, och nostryffeln skall vara svart. Ögonen är mycket mörka och runda med mörkpigmenterade ögonlockskanter. Benen skall vara tämligen korta, men de får inte vara så korta att hunden ser lång och lågställd ut.